# Гобеле
Гобеле (на сръбски: Гобеље) е село в Босна и Херцеговина, разположено в община Власеница, в ентитета на Република Сръбска. Населението му според преброяването през 2013 г. е 157 души, от тях: 157 (100,00 %) бошняци.

## Население
Численост на населението според преброяванията през годините:
- 1961 – 150 души
- 1971 – 158 души
- 1981 – 203 души
- 1991 – 227 души
- 2013 – 157 души